# Jeskyně Bue Marino
Jeskyně Bue Marino jsou pobřežní jeskynní komplex nacházející se na území obce Dorgali na východním pobřeží Sardinie. Za své jméno vděčí sardinskému názvu tuleně středomořského, mořského savce, o němž se dnes předpokládá, že z oblasti vymizel kvůli nadměrnému antropickému tlaku.

## Popis
Více než 20 kilometrů dlouhá jeskyně se po společném vchodu rozvětvuje na tři samostatné části: severní větev, střední větev a jižní větev. Severní větev je díky své dlouhé ploše přístupná suchou nohou a je zde k vidění mnoho druhů jeskynních infiltrací včetně stalaktitů, stalagmitů a stalagnátů. Na stěnách jeskyně jsou v různých výškách patrné četné otvory po mlžích a vodorovné rýhy jako důkaz změn mořské hladiny. Na stěnách jeskyně jsou navíc vidět petroglyfy vytvořené v neolitu. Střední větev je určena pro jeskynní potápěče.

### Severní větev
Severní větev vznikla erozí dávných řek a je tvořena zkamenělou částí dlouhou přibližně 7 km, kde krasová činnost ustala, zatímco část větve známá jako československá větev, charakterizovaná 42 sifony a stejným počtem jezer, je stále aktivní. Severní větev je dlouhá celkem 9 kilometrů.
Severní větev, dříve známá jako Nová jeskyně, byla první částí jeskyní Bue Marino, která byla zpřístupněna pro veřejnost. Byla otevřena od 50. do 80. let 20. století a později byla uzavřena, aby byla krátce do roku 2017 znovu otevřena s turistickou trasou rozdělenou do tří tunelů.

### Jižní větev
Jižní větev s prodloužením asi 8 kilometrů je to, co zbylo z dávného obnovení Codula Ilune a v současné době se obnovuje pouze po silných deštích. Tato větev se vyznačuje velmi širokými tunely, řekami a podzemními jezery. Veřejnosti přístupná část zahrnuje asi kilometr dlouhou stezku s lávkou, kterou každoročně navštíví desítky tisíc turistů, kteří se ke vstupu dostanou na motorových člunech. Tato část krasového systému se vyznačuje rozsáhlou galerií plnou stalaktitů a stalagmitů a dalších minerálních útvarů, které se odrážejí v průzračné vodě velkého slaného jezera o rozloze více než 1 km², které je považováno za jedno z největších na světě.
Tento sektor končí v hale známé jako Tulení pláž, kde se pravděpodobně rozmnožují tuleni středomořští a kde se setkává sladká voda přiváděná různými podzemními řekami s mořskou vodou.
Jeskyně pokračuje ještě několik kilometrů uvnitř krasové plošiny Supramonte, jejíž prostředí je jeskynními potápěči považováno za velmi krásné.

### Střední větev
Střední větev, tvořená velkolepými podvodními kanály s až 38 sifony, je dlouhá asi 5 km a prvních 500 m v něm prozkoumal v 70. letech 20. století slavný německý jeskynní potápěč Jochen Hasenmayer a později i jeskyňáři z České republiky např. Daniel Hutňan. Výzkumy stále probíhají.

### Spojení se Su Molente, Monte Longos a Su Palu
Po průzkumu, který v červnu 2016 provedla skupina speleosub, bylo provedeno spojení s jeskyněmi Su Molente, Monte Longos a Su Palu, které se připojily ke krasovému komplexu Codula di Ilune v celkové délce 70 km, což byl až do roku 2019 italský rekord v nejdelší jeskyni, kterou bylo možné prozkoumat.